# وبلاگ مشارکتی
وب‌لاگ مشارکتی(به انگلیسی: Collaborative blog) به وبلاگی گویند که مطالبش را بیش از یک نفر می‌نویسد. اکثر وب‌لاگ‌های مشارکتی یک موضوع واحد دارند مانند سیاست یا تکنولوژی. وب‌لاگ مشارکتی معمولاً از طریق دعوت‌نامه عضو می‌پذیرد.